# Escut de la Granada

Escut oficial de la Granada

L'escut oficial de la Granada té el següent blasonament:
Escut caironat: d'or, una magrana tijada i fullada de sinople oberta de gules. Per timbre una corona mural de poble.

## Història
Va ser aprovat el 23 d'agost de 1993 i publicat al DOGC el 6 de setembre del mateix any amb el número 1793.
La magrana oberta és el senyal parlant tradicional del poble, en al·lusió a la seva etimologia: el nom de la Granada prové del llatí granata, en el sentit de 'granada, plena de gra, fèrtil'.
1. ↑  «RESOLUCIÓ de 23 d'agost de 1993, per la qual es dóna conformitat a l'adopció de l'escut heràldic del municipi de la Granada.» (pdf). DOGC núm. 1793.   Generalitat de Catalunya, 06-09-1993. [Consulta: 21 juny 2010].